# Cal Serrano (Fondarella)
Cal Serrano era una obra de Fondarella (Pla d'Urgell) inclosa a l'Inventari del Patrimoni Arquitectònic de Catalunya.

## Descripció
Casal entre mitgeres de considerables proporcions, ubicat en un carrer important de la població, tocant a Cal Renyé i Cal Combelles; per tant, a prop del que havia estat el Castell. Les seves pedres assenyalaven l'esplendor d'altres temps: els ampits eren motllurats i les cantonades rematades per grans carreus ben escairats.
Constava de planta baixa, pis i golfes.

## Història
Segons notes facilitades per l'arxiver municipal, Cal Serrano era una casa pairal forta de finals del segle xvii. Provenien del Palau d'Anglesola. La construcció d'aquest edifici per les reformes i els enderrocs de portals de la vila està datada al segle xviii.